# Вставайте, люди русские!
Вставайте, люди русские,

На славный бой, на смертный бой.

Вставайте, люди вольные,

За нашу землю честную!

Живым бойцам почёт и честь,

А мёртвым — слава вечная.

За отчий дом, за русский край

Вставайте, люди русские!

На родной Руси, на родной Руси

Не бывать врагу!

Поднимайся, встань,

Мать родная Русь!

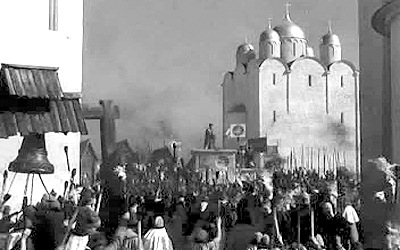
Кадр из фильма

«Вставайте, люди русские!» — хор из советского кинофильма «Александр Невский» (1938) режиссёра Сергея Эйзенштейна. Композитор — Сергей Прокофьев, автор слов — Владимир Луговской.
В начале 1938 года крупный советский кинорежиссёр Сергей Эйзенштейн задумал большой звуковой фильм об Александре Невском. В качестве автора музыки он решил привлечь Прокофьева, с которым был хорошо знаком ещё с 1920-х годов. Это творческое содружество было основано на доверии художников друг к другу. Прокофьев убедился, что прославленный режиссёр «оказался очень тонким музыкантом», Эйзенштейна же поражала способность Прокофьева мгновенно заражаться зрительным впечатлением и передавать в музыке сущность художественного образа, запечатленного на плёнке. «Назавтра он пришлёт мне музыку, которая… звуковым контрапунктом будет пронизывать мою монтажную структуру, закон строения которой он уносит в той ритмической фигуре, которую отстукивали его пальцы», — говорил режиссёр, вспоминая, как Прокофьев во время отсмотра снятых эпизодов отстукивал пальцами какие-то сложные ритмические построения на ручке кресла. Текст к вокальным фрагментам писал частью сам Прокофьев, частью поэт Владимир Луговской
.
«Александр Невский» вышел на экраны 1 декабря 1938 года и сразу завоевал успех. Этот успех натолкнул композитора на мысль написать на материалах музыки к фильму кантату. Зиму 1938—1939 года он посвятил этой работе. Задача оказалась очень непростой. «Иногда легче написать совершенно новую пьесу, чем придумывать спайки», — жаловался он близким. Нужно было полностью переоркестровать всю музыку, так как прежняя оркестровка была рассчитана на использование электронных средств, применяемых при записи киномузыки, различных эффектов, связанных с приближением и удалением того или иного инструмента от микрофона и т. д. Кроме того, из разрозненных фрагментов, звучащих на протяжении фильма, нужно было скомпоновать стройные разделы вокально-симфонического цикла. Кантата ор. 78 состоит из семи частей, — «Русь под игом монгольским», «Песня об Александре Невском», «Крестоносцы во Пскове», «Вставайте, люди русские», «Ледовое побоище», «Мёртвое поле» и «Въезд Александра во Псков». 17 мая 1939 года прошла её премьера в Большом зале Московской консерватории.
Победно-патриотический финал отличается яркой, праздничной оркестровкой, перезвоном колоколов, звучанием русских тем, появлявшихся ранее. Величественное звучание хора «На Руси родной, на Руси большой не бывать врагу» завершает кантату. В патриотическую тему «Вставайте, люди русские!» композитор включил древнерусские мотивы и звуки народных музыкальных инструментов.